# Olivia Star
Olivia Star – wieżowiec biurowy wchodzący w skład Olivia Centre, zlokalizowany przy Alei Grunwaldzkiej w Gdańsku Oliwie. Kamień węgielny pod powstający budynek wmurowano 30 czerwca 2016 roku.

## Opis
Olivia Star ma 180 metrów wysokości (156 metrów sięga najwyższy punkt elewacji), co czyni z niego najwyższy budynek Trójmiasta i lokuje go w czołówce najwyższych budynków w Polsce. Wysokość budynku (180 m) nawiązuje do wydarzeń sierpniowych w Gdańsku w 1980 roku, a architektura szczytu – do sąsiadującej z Olivia Business Centre Hali Olivia.
Najwyższe kondygnacje Olivia Star od 17 lipca 2019 są publicznie dostępne. Znajdują się tam m.in.: zewnętrzny taras widokowy na wysokości 130 m (32 kondygnacja), galeria, restauracja, kawiarnie i centrum konferencyjne. Najwyższe piętro, przeznaczone do spotkań biznesowych, może pomieścić 400 osób.
Z najwyższego piętra budynku, umiejscowionego ponad 150 metrów nad ziemią, widać: Zatokę Gdańską, Klif Orłowski w Gdyni, port w Gdyni, port w Gdańsku, molo w Sopocie, Półwysep Helski, Mierzeję Wiślaną i Trójmiejski Park Krajobrazowy.
Budynek jest połączony z wypełnionym zielenią, przeszklonym ogrodem (zwanym obecnie zimowym). Za dnia ma on służyć pracownikom Olivii jako miejsce spotkań i relaksu, zaś wieczorami pełnić rolę centrum wydarzeń kulturalnych i artystycznych, dedykowanych też mieszkańcom Trójmiasta.
Nieruchomość zaprojektowana została przez BJK Architekci, jej generalnym wykonawcą jest firma Pekabex, a inwestorem – firma Olivia Business Centre.
Zdaniem inwestora Olivia Star będzie jednym z najnowocześniejszych budynków wysokościowych w Polsce i jednym z kilku budynków w kraju z trójszybową całoszklaną fasadą. Na wszystkich piętrach biurowych znajdą się systemy wentylacji naturalnej. Uchylne fragmenty elewacji pozwolą wentylować świeżym powietrzem indywidualnie każde pomieszczenie. Inwestor będzie starał się o certyfikat BREEAM na poziomie Excellent, potwierdzający ekologiczność budynku.

## Budowa
Przetarg na kupno działki pod budowę centrum biznesowego Olivia odbył się w 2008 roku. Pozwolenie na budowę wysokościowca zostało wydane w grudniu 2013. Pierwotnie zakładano 55 metrów wysokości i 15 kondygnacji. W maju 2016 wydano zgodę na wzniesienie budynku o wysokości 180 metrów. W uroczystości wmurowywania kamienia węgielnego w 2016 roku uczestniczyli między innymi: metropolita gdański abp. Sławoj Leszek Głódź, wojewoda Dariusz Drelich, marszałek pomorski Mieczysław Struk i prezes Olivia Business Centre Maciej Grabski.